# 吉尼奥德县
吉尼奥德县(乌尔都语: ضلع چنیوٹ)，巴基斯坦旁遮普省的一个县，位于该省中部。2009年2月析置自章县，为该省第36个县。总人口965,124(1998)。行政中心位于吉尼奥德市。

## 行政区划
吉尼奥德县辖有3个乡。